# 端氏镇
端氏镇，是中华人民共和国山西省晋城市沁水县下辖的一个乡镇级行政单位。得名自西汉至元朝间存在过的端氏县。

## 历史
“端氏”一名始见于战国时代，据《史记》赵世家，公元前359年赵与韩魏分晋，封晋君于端氏。，但旋即在公元前349年夺晋君端氏，迁晋君于屯留。而在公元前380年的某年，端氏自赵国转属韩。
端氏镇至少在汉代便已是一处聚居地，在端氏村东北约10米处考古发现有约8000平方米的汉代遗址区，被称作端氏遗址，为沁水县文物保护单位。端氏遗址当属西汉时期所置的河东郡端氏县，但当时的端氏县县治在今郑庄镇河头西城村。1996年，端氏还发现了一座汉代的砖室墓葬，出土了陶罐、陶壶及五铢钱等。在坪上村西北约500米处，有始建于北魏的大云寺遗址，于20世纪40年代被毁。
隋开皇三年（公元583年），端氏县县治由今郑庄镇西城村移到了现端氏镇，直至元至元三年（公元1266年）端氏县废入沁水县为止的近700年间，端氏镇都是端氏县的县治。其后，端氏虽然失去了县城的地位，但相较沁水县内其他村镇，仍具有一定特殊性，特别是端氏镇的位置坐落在沁水县城与东部各县的交通要道之上。清雍正七年（1729年），时任山西巡抚觉罗石麟以端氏镇离沁水县太远为由，奏请将东乌岭巡检移至端氏镇，使得端氏镇成为沁水县内除县城外唯一有官员常驻的地方。
1941年5月，因中条战役失利，沁水县城为日军所占。当年8月，晋冀鲁豫边区太岳军区在沁河以西设置沁水县，后称为沁西县，而当年10月在以端氏镇为县治成立了沁东县，随之在同年12月，为纪念武士敏，改名为士敏县。1943年8月，原沁水县的第一区、第二区（桃川、孔壁）划归士敏县管辖。1944年3月，沁水县城光复后，在城关一带成立新区，并划归士敏县管辖，但1945年12月又划入沁南县。至中国抗日战争结束，士敏县人口从战前的72975人减少至了69499人，共减少了22348人，其中病死饿死15489人，被日伪军直接杀死2671人（1946年10月9日统计）。1947年7月15日，士敏县建制被取消，仍并入沁水县。

## 行政区划
端氏镇下辖以下地区：
端氏村、苏庄村、樊庄村、高庄村、梁山村、曲堤村、坪上村、金丰村、西头村、杏林村、东山村、古堆村、野六村、板掌村、槐庄村、林村、中韩王村、马寨村、下沟村、横头村、上韩王村、下韩王村、必底村、山泽村、双塘村和秦庄村。

## 著名人物
- 刘东星，明代政治人物，官至工部尚书。坪上村人。[6]
- 贾景德，晚清末科进士，中華民國政治人物，曾任行憲後第2任考試院院長。[6]
- 常伦，明朝文学家、散曲家、政治人物。樊庄村人。[12]

## 全国重点文物保护单位
| 名称               | 编号               | 分类                       | 时代               | 地址                   | 公布时间           | 图片               |
| 晋城市文物保护单位 | 晋城市文物保护单位 | 晋城市文物保护单位         | 晋城市文物保护单位 | 晋城市文物保护单位     | 晋城市文物保护单位 | 晋城市文物保护单位 |
| ------------------ | ------------------ | -------------------------- | ------------------ | ---------------------- | ------------------ | ------------------ |
| 坪上寨             | 3-405              | 古遗址                     | 明                 | 端氏镇坪上村寨上       | 2013年1月市保三    |                    |
| 端氏汤王庙         | 3-409              | 古建筑                     | 元                 | 端氏镇端氏村东北       | 2013年1月市保三    |                    |
| 花沟寨             | 3-416              | 古建筑                     | 明                 | 端氏镇坪上村花沟自然庄 | 2013年1月市保三    |                    |
| 坪上刘氏宗祠       | 3-417              | 古建筑                     | 明                 | 端氏镇坪上村北100米    | 2013年1月市保三    |                    |
| 坪上张氏宅院       | 3-455              | 古建筑                     | 清                 | 端氏镇坪上村中         | 2013年1月市保三    |                    |
| 贾景德旧居         | 3-465              | 近现代重要史迹及代表性建筑 | 民国               | 端氏镇端氏村村中       | 2013年1月市保三    |                    |